# Подвижной состав Чикагского метрополитена
Подвижной состав Чикагского метрополитена насчитывает 1190 вагонов (соединённых в 595 составов), произведённых в период с 1969 по 1994 годы. Вагоны подразделяются на четыре серии: 2200, 2400, 2600, 3200. В настоящее время все вагоны в Чикагском метро работают от сети постоянного тока. В следующих сериях вагонов ожидается использование асинхронных двигателей, но система обеспечение тяговой мощностью будет основана на постоянном токе.

## Серия 2200

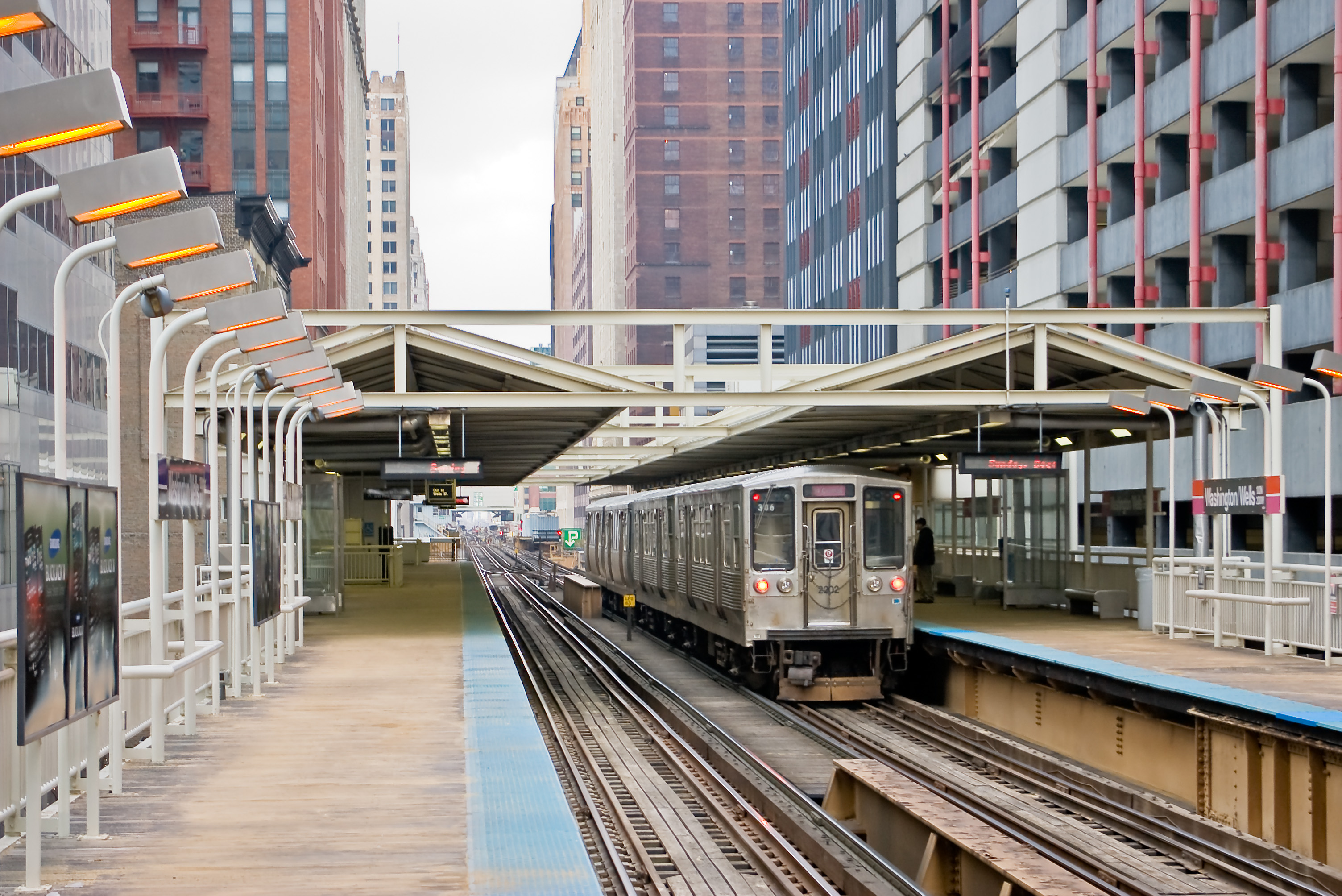
Вагон серии 2200 в составе поезда на розовой линии.

Вагоны серии 2200 (нумерация: 2201—2352) были произведены компанией Budd Company и переданы компании CTA в 1969 году, когда была открыта ветка «Dan Ryan» (сейчас известна как южная оконечность красной линии). Было заказано 150 вагонов, которые были переданы компании-перевозчику в период с 1969 по 1970 год. На протяжении 2000-х годов данные вагоны являлись самыми старыми из работающих на линиях The «L». Они единственные в парке CTA обладали интересной особенностью (которая также является и большим недостатком) — двери вагонов имели по два проема с вертикальной стойкой между ними. Эти двери в открытом состоянии имели очень узкий проем, что делало невозможным посадку инвалидов на инвалидных колясках. В связи с этим, все вагоны серии 2200 компоновались с составами из вагонов других серий (обычно из вагонов серии 2600).
Вагоны данной серии обслуживали только синюю и розовую линии Чикагского метро. В 2010-2013 годах вагоны этой серии были заменены на более новые, причём два вагона (2433 и 2434) были отправлены в Транспортный музей Иллинойса.

## Серия 2400

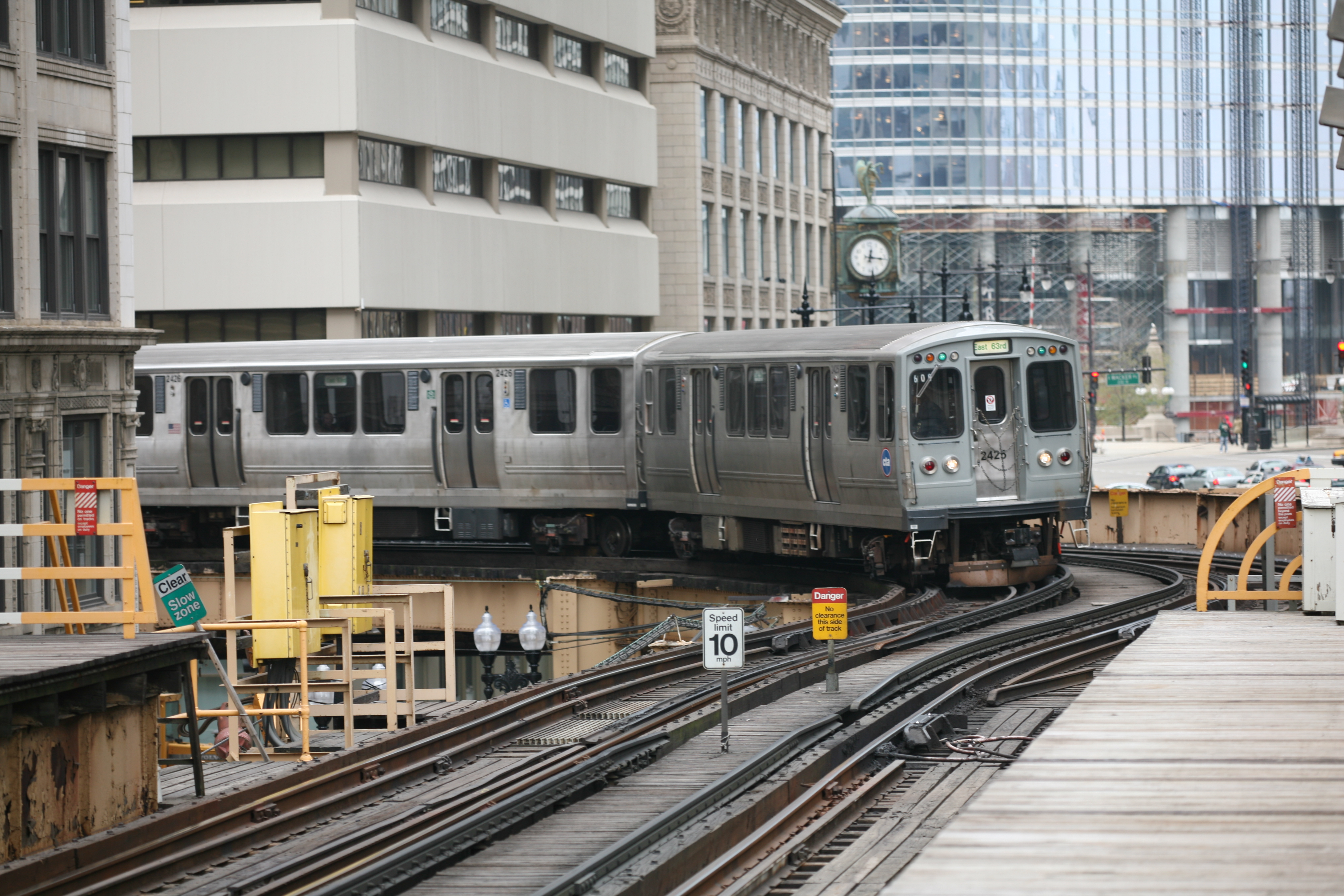
Состав из вагонов серии 2400 на «кольце».

Вагоны серии 2400 (нумерация: 2401—2600) были произведены компанией Boeing-Vertol и переданы CTA в 1976 году. Первоначально заказ был сделан на 100 вагонов. В настоящее время срок их эксплуатации подходит к концу, и ориентировочно в 2010 году вагоны этой серии будут заменены на вагоны серии 5000.
В качестве отличительной особенности данной серии можно выделить: гладкий стальной кузов (удобный для наклеек и, в большинстве случаев, для рекламы); покраска торцов головных вагонов и линий, нанесенных на борта вагонов имела красно-бело-синюю цветовую схему. Цветовая схема изменялась несколько раз в год и в наши дни от неё стали избавляться.
В 1990-х годах вагоны 2400 серии активно использовались на красной линии, полностью замещая или действуя в смешанных составах с вагонами серии 2600 в то время, пока вагоны 2600 серии проходили ремонтные работы. Сегодня данный тип вагонов является основным для зеленой линии и большой части фиолетовой линии.

## Серия 2600

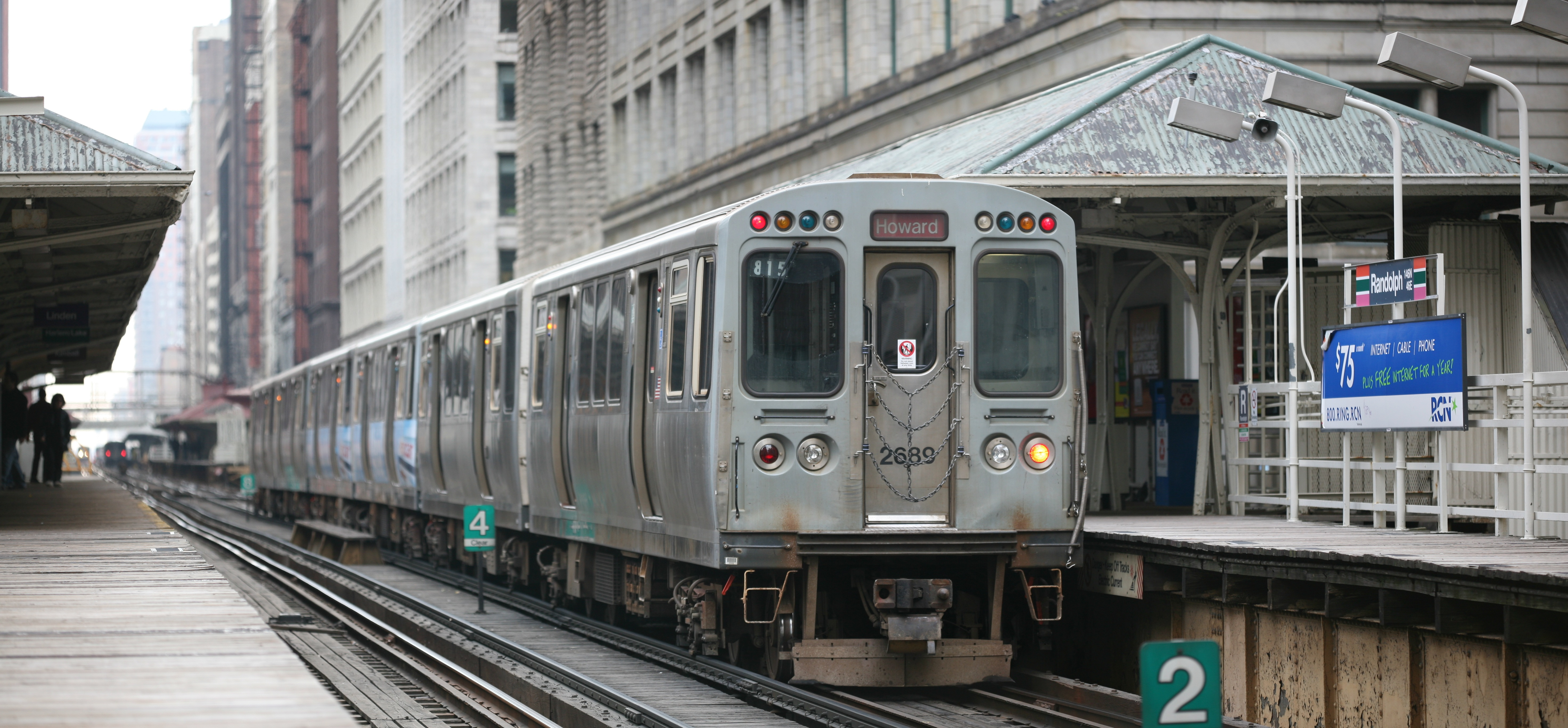
Состав из вагонов 2600 серии.

Вагоны данной серии (нумерация: 2601 — 3200) были созданы той же компанией, что и вагоны серии 2200 — Budd Company. Вагоны поступили в распоряжение CTA в 1981 году во время продления линии «Kennedy» (сейчас известна, как синяя линия) до международного аэропорта O’Hare. Изначально был сделан заказ на 300 вагонов, но в конечном итоге количество было увеличено до 600 вагонов. Вагоны поступали в распоряжение компании-перевозчика в период с 1981 по 1987 годы. Данная серия вагонов была последней, которую выпустила компания Budd Company до переименования в TransitAmerica. С 596 действующими вагонами данная серия составляет самую большую часть подвижного состава Чикагского метро. В период с 1998 по 2002 год компания Alstom занималась ремонтом и модернизацией вагонов данной серии. Вагоны немного отличаются от серии 2400, но всё равно являются главными «рабочими лошадками» метрополитена.
Составы из вагонов этой серии обслуживают преимущественно красную линию. Также их можно встретить на синей, фиолетовой и розовой линиях, а иногда и на коричневой линии.

## Серия 3200

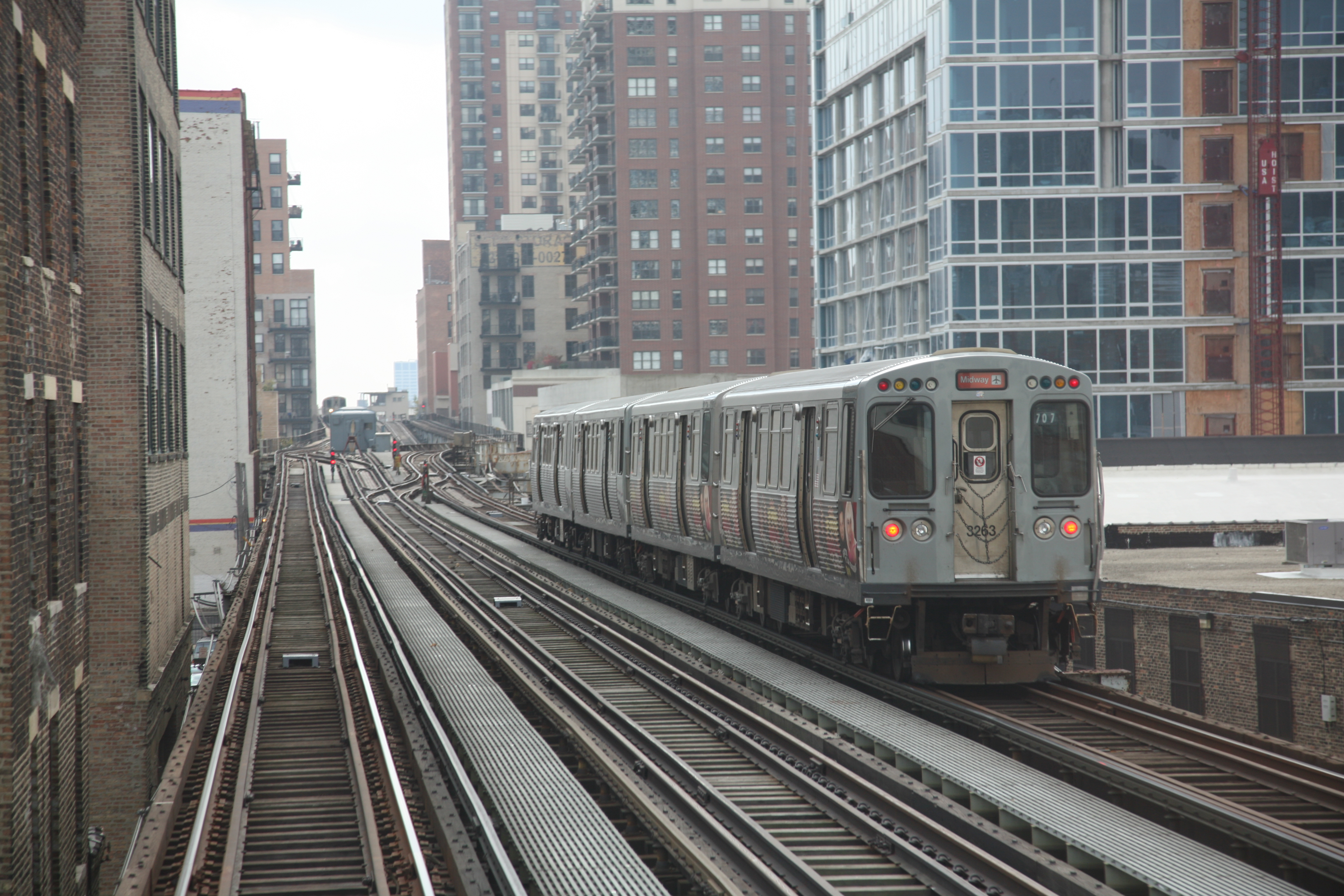
Состав из четырёх вагонов 3200 серии.

Вагоны 3200 серии (нумерация: 3201 — 3457) были выпущены компанией Morrison-Knudsen и поступили в парк CTA в 1992 году. Заказ был оформлен на 256 вагонов и был связан с открытием оранжевой линии в октябре 1993 года. Заказ был выполнен к 1994 году.
В вагонах 3200 серии использованы инновационные решения. Компьютеры контролирует большое количество узлов в кабине и упрощают работу машиниста. Также проводить диагностику вагонов данной серии намного проще, по сравнению с вагонами предыдущих серий. К тому же, рефлёная стальная поверхность кузова вагона, впервые применённая на этих вагонах, призвана снизить количество разрисованных вагонов. В вагонах данной серии поставлены откидывающиеся форточки на случай, если откажет система кондиционирования воздуха.
Вагоны с нумерацией 3441 — 3456 оборудовались пантографами. Причиной этому стало использование новых вагонов на желтой линии, которая до 2004 года не имела третьего контактного рельса, а «питание» составов на ней осуществлялось через линию контактной сети, расположенную над путями. Как только на жёлтой линии был установлен третий «питающий» рельс, пантографы с вагонов были демонтированы.
Вагон под номером 3457 являлся дополнительным вагоном, построенным специально для работы в сцепке с вагоном серии 2600 под номером 3032, сцепка которого была повреждена. Позднее вагон 3032 был перенумерован в 3458.
В настоящее время вагоны 3200 серии составляют подвижной состав оранжевой, коричневой и жёлтой линий. Небольшое количество вагонов этой серии обслуживает фиолетовую линию.

## Серия 5000
Серия 5000 — предварительное название вагонов следующего поколения, призванных заменить уже устаревшие вагоны 2200 и 2400 серий. Вагоны новой серии будут выпускаться компанией Bombardier и компания CTA планирует получить первый прототип нового вагона в 2008 году, а также в начале 2010 году получить в распоряжение готовые вагоны. Заказ оформлен на 406 вагонов, однако, возможно увеличение заказа на 300 вагонов.